# Poštovna
Poštovna je budova a instituce, kde jsou zajištěny některé základní poštovní služby. Dříve byla podřízena některému poštovnímu úřadu.

## Poštovny dříve
Poštovna byla definována jako malá nesamostatná služebna přidělená nadřízenému vyúčtovacímu poštovnímu úřadu.
Poštovny na území nynější České republiky fungovaly od roku 1899. Poskytovaly nejnutnější poštovní služby. Vedoucí poštovny zajišťoval poštovný, což byla spíše čestná funkce, za jejíž výkon dostávala osoba sjednanou odměnu (nikoli plat).
Poštovny fungovaly v Československu do roku 1958. Listovní zásilky orazítkované v poštovnách jsou vyhledávaným sběratelským artiklem.

## Poštovny nyní
České poštovny fungují na řadě odloučených, turisticky zajímavých míst. Jsou pro Českou poštu pracovištěm, provozovaným jejím smluvním partnerem, tedy nikoli zaměstnanci České pošty. Poskytují některé poštovní služby, jejichž rozsah se různí podle možností provozovatele. Tím bývají např. různé hotely či restaurace v horách.
Nejznámější poštovnou v Čechách je nyní staronová poštovna Anežka na Sněžce.